# Köprülüzade Fazıl Ahmed Paša
Köprülüzade Fazıl Ahmed Paša (1635 – 3. listopadu 1676) byl osmanský šlechtic a státník, člen rodiny Köprülü albánského původu, ze které pocházelo hned šest velkovezírů.

## Život
Sloužil jako velkovezír v letech 1661–1676 poté, co funkci zdědil po otci Köprölü Mehmed Pašovi, zakladateli této politické rodiny. Předtím sloužil jako guvernér Damašku (1660–61) a ejáletu Erzurum (1659–60).
Byl přezdíván Fazıl (moudrý) díky snížením daní a podpoře vzdělávání. Na druhou stranu byl velmi krutý ve válkách. Vedl osmanskou armádu během Rakousko-turecké války. Na začátku července roku 1664 zničil Novi Zrin na severu Chorvatského království po téměř měsíčním obléhání, ovšem při dalším tažení byl při pokusu o překročení řeky Rába poražen v bitvě u Mogersdorfu. I přes tento neúspěch se mu podařilo ve Vasváru podepsal pro osmanskou říši výhodnou mírovou dohodu.
Po svých slibech se soustředil na Krétskou válku a v roce 1669 obsadil Candiu (dnes Heraklion), která tehdy patřila Benátské republice. Po skončení Polsko-osmanské války podepsal smlouvu v Buchach a Zurawno.
Tehdejší evropští pozorovatelé zaznamenali v okruhu Ahmeda ateistickou skupinu. Jeho přesné náboženské názory však dodnes nejsou jasné.
Fazıl Ahmed zemřel 3. listopadu 1676 z důvodu komplikací způsobených jeho životním stylem – byl silně závislý na alkoholu.